# Хикмен-Виндзор, Томас, 1-й граф Плимут
Томас Хикмен-Виндзор, 1-й граф Плимут (англ. Thomas Hickman-Windsor, 1st Earl of Plymouth; ок. 1627 — 3 ноября 1687) — английский дворянин и пэр, губернатор Ямайки (1662) и Кингстон-апон-Халла (1682—1687).

## Биография
Сын Дикси Хитмэна и его жены Элизабет Виндзор, сестры и наследницы Томаса Виндзора, 6-го барона Виндзора (1591—1642). Он принял дополнительную фамилию Виндзор и унаследовал поместье семьи Виндзор вокруг Хьюэлл-Грейндж недалеко от Реддича в 1645 году. В том же году он отличился в битве при Нейзби. Хикмен-Виндзор произвел впечатление на короля Карла I, освободив его гарнизон в Хай-Эрколле.
После Реставрации титул барона Виндзора, который в последний раз принадлежал его дяде по материнской линии Томасу, был отменен в его пользу 16 июня 1660 года. С 1661 по 1663 год он занимал пост губернатора Ямайки. Однако на самом деле он провел на Ямайке всего три месяца: по словам Сэмюэля Пипса, его внезапное возвращение в Англию вызвало множество комментариев. Причиной, видимо, было плохое здоровье. Его единственным выдающимся достижением на посту губернатора был приказ сэра Кристофера Мингса о нападении на Сантьяго-де-Куба. Рейд увенчался успехом, но вызвал кризис в англо-испанских отношениях и позже был дезавуирован Карлом II.
Он приобрел судоходство Уорикшир-Эйвон у Джеймса, герцога Йоркского, и нанял Эндрю Яррантона для восстановления шлюза Першор, тем самым восстановив судоходство от Тьюксбери до Ившема. Затем он продал две трети судоходства над Ившемом Эндрю Яррантону и другим, которые восстановили оттуда судоходство до Стратфорда-на-Эйвоне. Он и Джордж Дигби, 2-й граф Бристоль, профинансировали в конечном итоге безуспешные попытки Эндрю Яррантона улучшить реки Салварп и Стор, чтобы сделать их судоходными.
Он был назначен камер-юнкером Карла II Стюарта. В этом качестве он был отправлен в сентябре 1678 года с важным посланием Дэнби для расследования некоторых обвинений, выдвинутых Титусом Оутсом и Исраэлем Тонге, тем самым приведя в действие папистский заговор.
6 декабря 1682 года Томас Хикмэн-Виндзор был провозглашен 1-м графом Плимутом в новом креации. Предыдущим обладателем титула был внебрачный сын Карла II Чарльз Фицчарльз, 1-й граф Плимут (1675—1680). Ему наследовал его внук Отер Виндзор, 2-й граф Плимут (1679—1727).

## Семья
12 мая 1656 года Томас Хикмэн-Виндзор женился сначала на Энн Сэвил (? — 22 марта 1666), дочери сэра Уильяма Сэвила, 3-го баронета (1612—1644), и Энн Ковентри. У них было трое детей:
- Леди Мэри Виндзор (? — 3 января 1694), жена сэра Томаса Кукса, баронета
- Отер Виндзор, лорд Виндзор (12 сентября 1659 — 11 ноября 1684), отец Отера Виндзора, 2-го графа Плимута.
- Энн Виндзор (умерла в младенчестве).

9 апреля 1668 года он женился вторым браком на Урсуле Уиддрингтон (? — 22 апреля 1717), дочери сэра Томаса Уиддрингтона (ок. 1600—1664) и Фрэнсис Фэрфакс (? — 1649). У них было шестеро детей:
- Дикси Виндзор (ок. 1672 — 20 октября 1743)
- Уильям Виндзор (ок. 1681/1682 — 1682)
- Эндрюс Виндзор[англ.] (1678—1765), бригадный генерал, которому его отец подарил компанию Upper Avon Navigation.
- Леди Урсула Виндзор (? — 20 августа 1717)
- Леди Элизабет Виндзор (? — 16 августа 1736), вышедшая замуж за сэра Фрэнсиса Дэшвуда, 1-го баронета (ок. 1658—1724).
- Томас Виндзор, 1-й виконт Виндзор[англ.] (ок. 1670 — 8 июня 1738), генерал-лейтенант, которому его отец передал компанию Lower Avon Navigation.